# 836年
| 千纪： | 1千纪                                                                                           |
| 世纪： | 8世纪 \| 9世纪 \| 10世纪                                                                        |
| 年代： | 800年代 \| 810年代 \| 820年代 \| 830年代 \| 840年代 \| 850年代 \| 860年代                       |
| 年份： | 831年 \| 832年 \| 833年 \| 834年 \| 835年 \| 836年 \| 837年 \| 838年 \| 839年 \| 840年 \| 841年 |
| 纪年： | 丙辰年（龙年）；唐開成元年；南诏保和十三年；吐蕃彝泰二十二年；日本承和三年；渤海国咸和六年      |

## 出生
- 罗弘信，晚唐魏博节度使
- 李渼，唐宣宗之子
- 藤原基經，日本平安時代公卿。
- 韦庄，晚唐诗人
- 穆斯塔因一世，伊斯蘭教第三十代哈里發

## 逝世
- 李恊，唐宪宗之子
- 李翱，唐朝大臣
- 王智興，唐朝节度使
- 王質 (唐朝)，唐朝大臣
- 薛平，唐朝将领
- 釋端甫，唐代高僧
- 没庐·墀松杰拉囊，吐蕃大相
- 興德王，新罗国王